# Tej Kenār
Tej Kenār (persiska: تج كنار, تَجكِنار) är en ort i Iran.   Den ligger i provinsen Mazandaran, i den norra delen av landet, 120 km nordost om huvudstaden Teheran. Antalet invånare är 333.
Terrängen runt Tej Kenār är platt, och sluttar norrut. Runt Tej Kenār är det ganska tätbefolkat, med 149 invånare per kvadratkilometer. Närmaste större samhälle är Āmol, 17,5 km sydost om Tej Kenār. Trakten runt Tej Kenār består huvudsakligen av våtmarker.